# Royal Rumble (1991)
Royal Rumble 1991 fue la cuarta edición del Royal Rumble, un evento pago por visión de lucha libre profesional producido por la World Wrestling Federation (WWF). Tuvo lugar el 19 de enero de 1991 desde el Miami Arena en Miami, Florida.

## Resultados
- Dark match: Jerry Sags derrotó a Sam Houston (5:25)
  - Sags cubrió a Houston.
- The Rockers (Marty Jannetty y Shawn Michaels) derrotaron a The Orient Express (Tanaka y Kato) (w/Mr. Fuji) (19:15)
  - Jannetty cubrió a Tanaka con un "Sunset Flip".
- The Big Boss Man derrotó a The Barbarian (w/Bobby Heenan) (14:15)
  - Big Boss Man cubrió a Barbarian con un "Roll-Up".
- Sgt. Slaughter (w/General Adnan) derrotó a The Ultimate Warrior ganando el Campeonato de la WWF (12:47)
  - Slaughter cubrió a Warrior después de un "Elbow Drop".
- The Mountie (w/Jimmy Hart) derrotó a Koko B. Ware (9:12)
  - The Mountie cubrió a Koko B. Ware después de una "Two Handed Chokeslam".
- Ted DiBiase y Virgil derrotaron a Dusty Rhodes y Dustin Rhodes (9:57)
  - DiBiase cubrió a Dusty con un "Roll-Up".
  - Después de la lucha Virgil atacó a DiBiase con el Campeonato del Millón de Dólares cambiando a Face.
- Hulk Hogan ganó el Royal Rumble 1991 (1:05:17)
  - Hogan eliminó finalmente a Earthquake, ganando la lucha.

## Royal Rumble entradas y eliminaciones

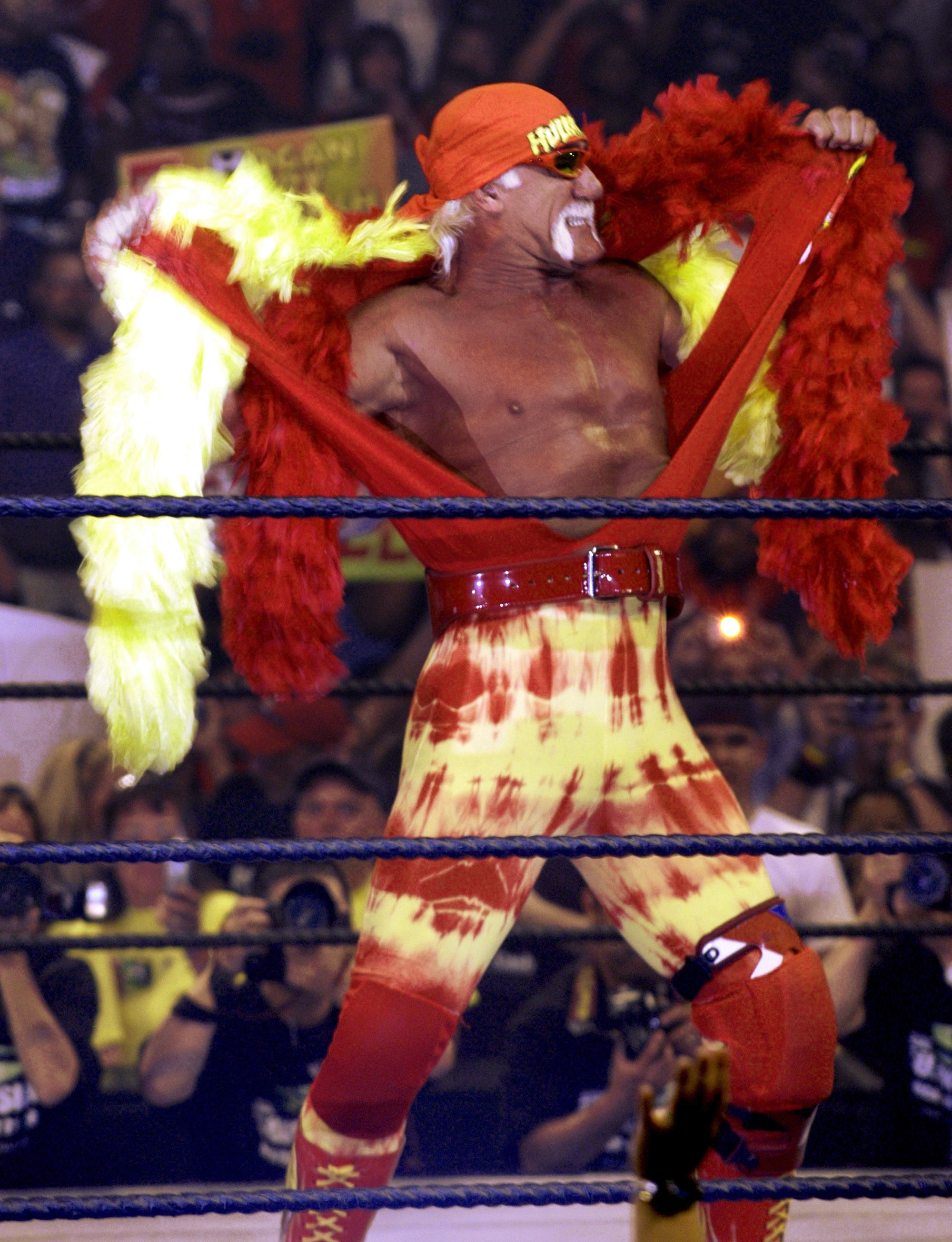
Hulk Hogan, ganador de la Rumble.

Un nuevo participante entraba cada 2 minutos.
| N.º | Entradas           | Orden | Eliminado por       | Tiempo |
| --- | ------------------ | ----- | ------------------- | ------ |
| 1   | Bret Hart          | 4     | Undertaker          | 20:33  |
| 2   | Dino Bravo         | 1     | Valentine           | 03:06  |
| 3   | Greg Valentine     | 15    | Hogan               | 44:03  |
| 4   | Paul Roma          | 3     | Roberts             | 14:05  |
| 5   | The Texas Tornado  | 7     | Undertaker          | 24:17  |
| 6   | Rick Martel        | 26    | Smith               | 52:17  |
| 7   | Saba Simba         | 2     | Martel              | 02:27  |
| 8   | Bushwhacker Butch  | 5     | Undertaker          | 10:07  |
| 9   | Jake Roberts       | 6     | Martel              | 12:58  |
| 10  | Hercules           | 18    | Knobbs              | 37:36  |
| 11  | Tito Santana       | 16    | Earthquake          | 30:23  |
| 12  | The Undertaker     | 10    | Hawk & Animal       | 14:16  |
| 13  | Jimmy Snuka        | 8     | Hawk                | 08:06  |
| 14  | Davey Boy Smith    | 27    | Earthquake & Knobbs | 36:43  |
| 15  | Smash              | 14    | Hogan               | 18:22  |
| 16  | Hawk               | 11    | Martel & Hercules   | 06:37  |
| 17  | Shane Douglas      | 21    | Knobbs              | 26:23  |
| 18  | Randy Savage       | 9     | No entró a la lucha | 00:00  |
| 19  | Animal             | 12    | Earthquake          | 06:39  |
| 20  | Crush              | 19    | Hogan               | 18:34  |
| 21  | Hacksaw Jim Duggan | 13    | Perfect             | 22:02  |
| 22  | Earthquake         | 29    | Hogan               | 24:42  |
| 23  | Mr. Perfect        | 23    | Smith               | 16:14  |
| 24  | Hulk Hogan         | -     | Ganador             | 19:55  |
| 25  | Haku               | 25    | Smith               | 13:24  |
| 26  | Jim Neidhart       | 24    | Martel              | 11:11  |
| 27  | Bushwhacker Luke   | 17    | Earthquake          | 00:04  |
| 28  | Brian Knobbs       | 28    | Hogan               | 10:07  |
| 29  | The Warlord        | 20    | Hogan               | 01:35  |
| 30  | Tugboat            | 22    | Hogan               | 02:32  |

- Hulk Hogan se convirtió en el primer hombre en ganar el Royal Rumble dos veces.
- Rick Martel estableció un nuevo récord de longevidad con un tiempo de 52:17

## Otros roles
| Comentaristas - Gorilla Monsoon - "Rowdy" Roddy Piper Árbitros - John Binella - Mike Chioda - Earl Hebner - Joey Marella | Entrevistadores - Sean Mooney - Gene Okerlund Otros - Howard Finkel - Anunciador - Shane McMahon |